# Merašice
Merašice este o comună slovacă, aflată în districtul Hlohovec din regiunea Trnava. Localitatea se află la altitudinea de 172 m deasupra n.m., se întinde pe o suprafață de 4,938 km2 și în 2017 număra 442 de locuitori.

## Istoric
Localitatea Merašice este atestată documentar din 1390.

## Demografie
| An:                | 1994 | 2004   | 2014    | 2024   |
| ------------------ | ---- | ------ | ------- | ------ |
| Număr de persoane: | 362  | 387    | 445     | 447    |
| Diferență:         |      | +6,90% | +14,98% | +0,44% |

| An:                | 2023 | 2024   |
| ------------------ | ---- | ------ |
| Număr de persoane: | 438  | 447    |
| Diferență:         |      | +2,05% |